# Segedunum (Wallsend)
Segedunum (Engels: Wallsend) was een Romeins fort aan het oostelijk uiteinde van de Muur van Hadrianus, bij de oever van de rivier Tyne nabij Wallsend.
Het fort werd gebouwd tussen 122 en 138 n.Chr. en vormde een vierhoek met afgeronde hoeken. Aan elke zijde had het fort een poort. Het fort was ontworpen om een cohors equitata met een omvang van 480 infanteristen en 120 cavaleristen te herbergen. In de 2e eeuw huisde hier het Cohors II Nervorium CR (Romeinse burgers) en in de 3e eeuw het Cohors IV Lingonum eq. (infanterie en cavalerie). De infanteriebarakken bevonden zich achter de noordelijke poort. Centraal bevonden zich het hoofdkwartier van het cohort (principia), het huis van de commandant (praetorium) en graanschuren (horrea). Aan de zuidelijke poort bevonden zich de cavaleriebarakken. Na 150 n.Chr. werd aan de westelijke poort nog een hospitaal (valetudinarium) gebouwd.
De vicus (de burgerlijke nederzetting bij het fort) met badhuis was omgeven door een greppel.
Nabij de site van het fort is een museum geopend met opgegraven objecten en een maquette van het fort Segedunum.

## Galerij

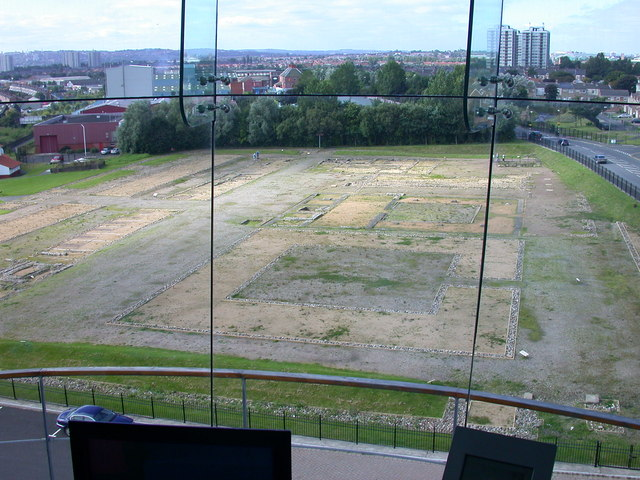
Fort
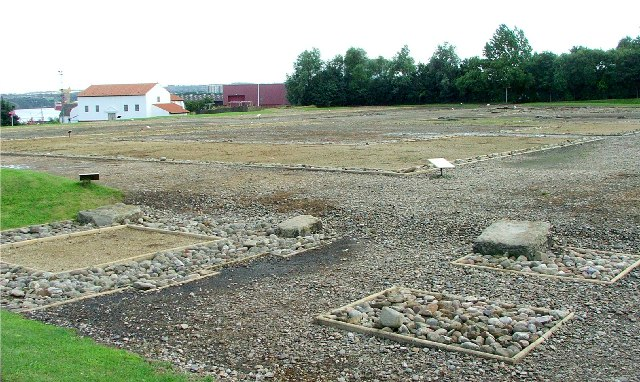
Fort en badhuis
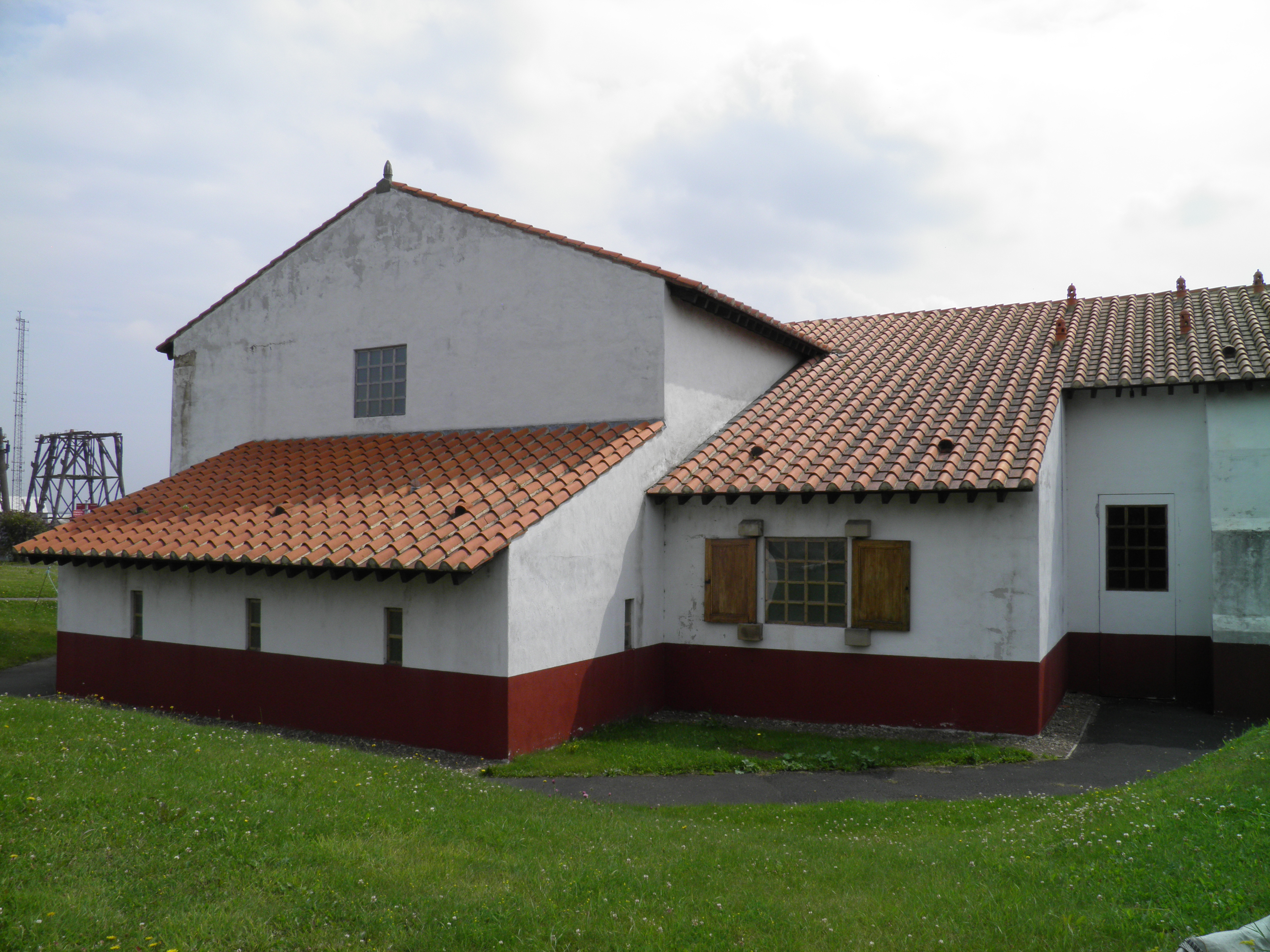
Reconstructie van het Romeinse badhuis in Wallsend
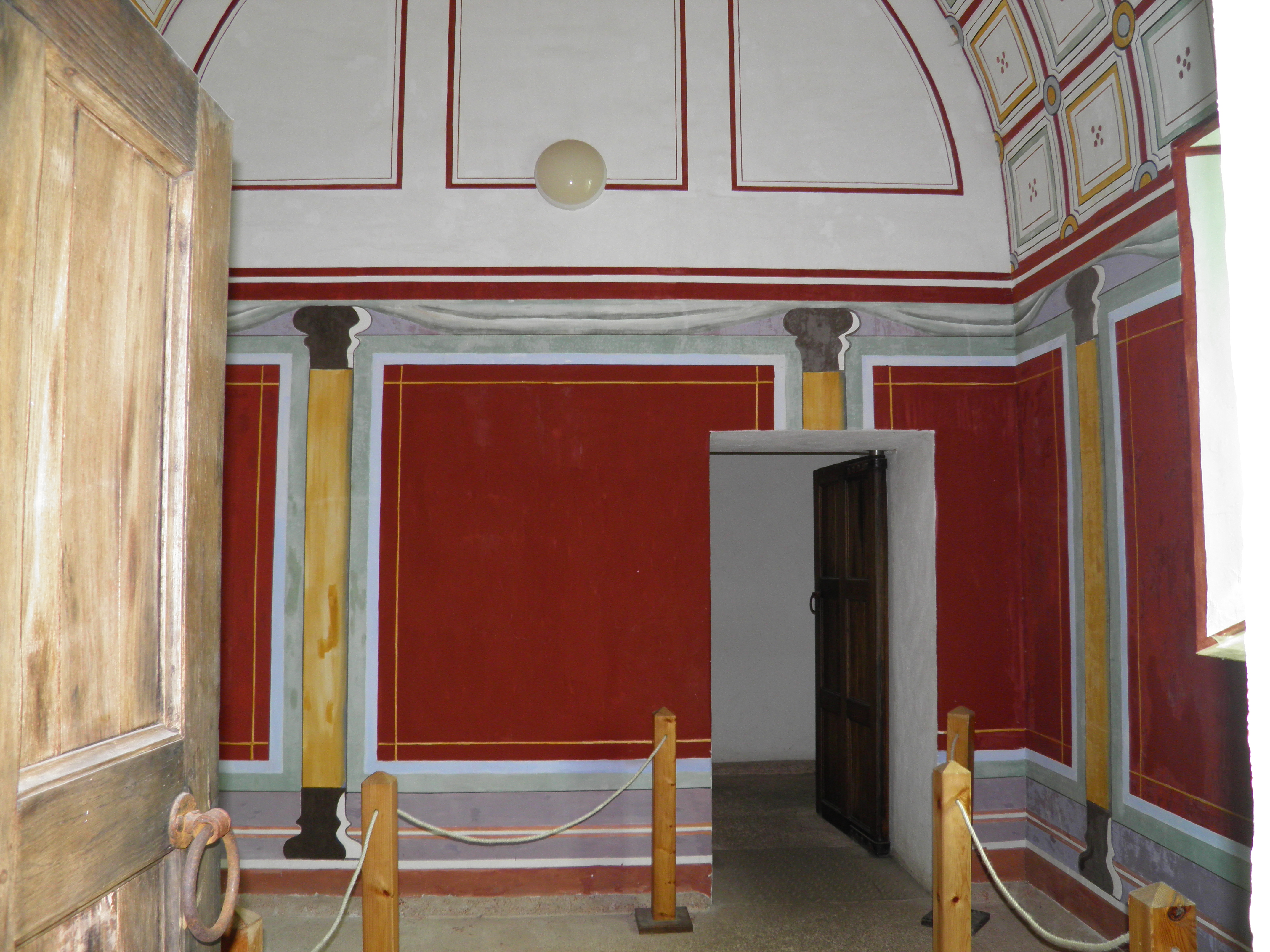
Binnenzijde van de reconstructie van het badhuis
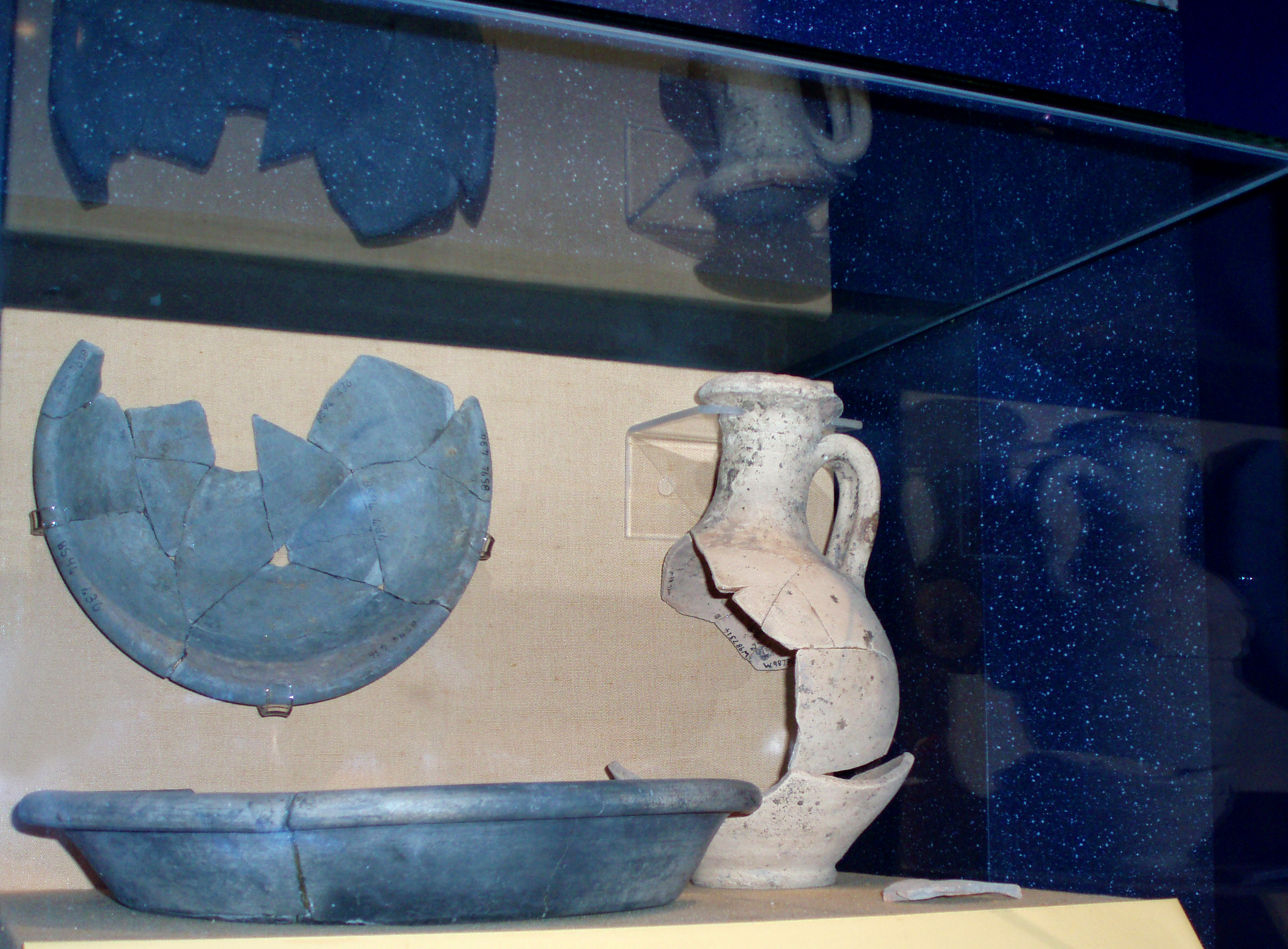
Eetgerei opgegraven bij Segedunum
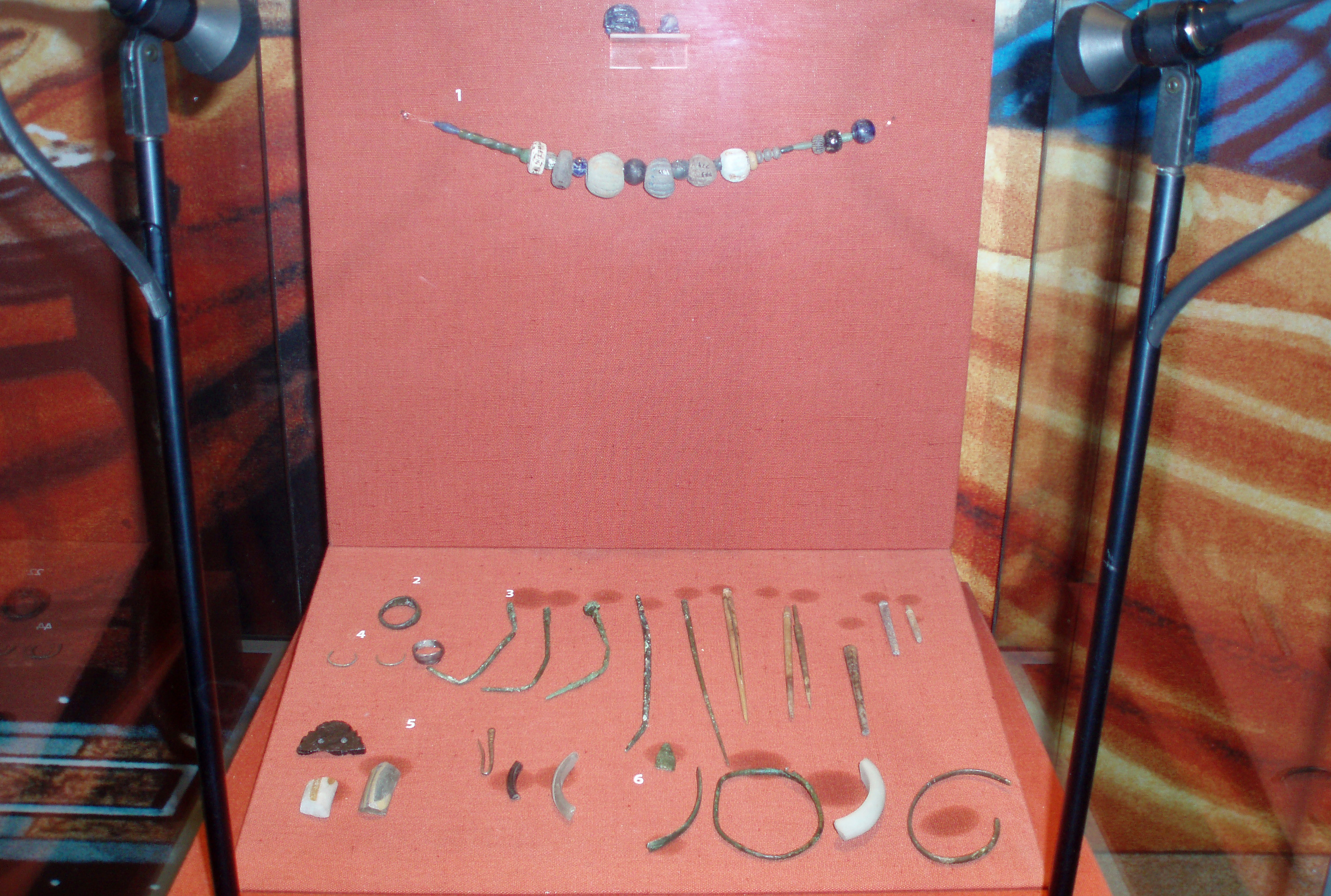
Juwelen opgegraven bij het fort